# Mammal
Mammal is een Iers-Luxemburgs-Nederlandse film uit 2016, geregisseerd door Rebecca Daly. De film ging in wereldpremière op 24 januari op het Sundance Film Festival in de World Cinema Dramatic Competition.

## Verhaal
Margaret krijgt van haar ex-vriend Matt het nieuws dat hun achttienjarige zoon die ze als baby had achtergelaten, dood werd aangetroffen. Daardoor wordt haar eenvoudig en eenzaam leven tragisch verstoord. Wanneer ze Joe, een eenzame en dakloze tiener ontmoet, biedt ze hem een kamer in haar huis aan. Ze probeert voor hem de moeder te zijn die ze nooit was voor haar eigen zoon. Geleidelijk verandert haar moederlijke genegenheid in een meer vleselijke en intieme aangetrokkenheid tot Joe.

## Rolverdeling
| Acteur             | Personage |
| ------------------ | --------- |
| Rachel Griffiths   | Margaret  |
| Barry Keoghan      | Joe       |
| Michael McElhatton | Matt      |